# Hypnum polychaetum
Hypnum polychaetum là một loài Rêu trong họ Hypnaceae. Loài này được Bosch & Sande Lac. mô tả khoa học đầu tiên năm 1866.